# Laerru
Laerru – miejscowość i gmina we Włoszech, w regionie Sardynia, w prowincji Sassari. Graniczy z Bulzi, Martis, Nulvi, Perfugas i Sedini.
Według danych na rok 2004 gminę zamieszkiwało 1028 osób, 54,1 os./km².